# Sebastián Sichel

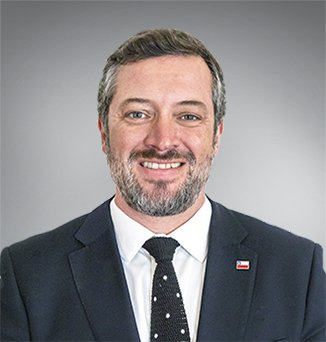
Sichel (2019)

Sebastián Iglesias Sichel Ramírez (* 30. Juli 1977 in Santiago de Chile) ist ein chilenischer Anwalt und Politiker. Unter Präsident Sebastián Piñera war er unter anderem Familienminister und Präsident der chilenischen Staatsbank Banco del Estado de Chile. Er war unabhängiger Kandidat für die Koalition Chile Vamos bei der Präsidentschaftswahl in Chile 2021.

## Frühes Leben
Sichel wurde 1977 in der chilenischen Hauptstadt Santiago geboren als Sohn des Forstingenieurs Antonio Sichel und Ana María Ramírez, die zum Zeitpunkt der Geburt Sichels erst 17 Jahre alt war, geboren. Er wuchs bei seiner Mutter und seinem Stiefvater Saúl Iglesias auf, deswegen war er in jungen Jahren auch unter dem Namen Sebastián Iglesias bekannt. In seiner Kindheit verbrachte er auch längere Zeit auf Reisen in Brasilien sowie in Concón in der Región de Valparaíso. Zu dieser Zeit hatte er zu Hause weder Strom noch fließendes Wasser. Schließlich besuchte Sichel das Colegio Alexander Fleming im Santiagoer Stadtteil Las Condes und wohnte bei seinen Großeltern. Nur mit Glück konnte er einen Platz in einem Universitätsvorbereitungskurs gewinnen, später erhielt er ein Stipendium, sodass er schließlich begann, Rechtswissenschaften an der Päpstlichen Katholischen Universität von Chile zu studieren. Neben einem Abschluss in Rechtswissenschaften erhielt er von der Universität auch noch einen Master in Öffentlichem Recht. Danach begann er an der Universidad Autónoma de Barcelona, an einer Doktorarbeit zu arbeiten, die er 2025 mit der Auszeichnung Cum Laude abschloss.
2010 gründete Sichel die Online-Zeitung El Dínamo, für die er bis 2013 aktiv war. Zwischen 2016 und 2018 war er außerdem Professor für Verfassungsrecht und Direktor der Escuela de Gobierno an der Universidad San Sebastián.
Sichel ist seit 2008 verheiratet und Vater dreier Kinder.

## Politische Karriere

### Frühe politische Karriere
In jungen Jahren trat Sichel in die Partido Demócrata Cristiano de Chile ein. Dort arbeitete er zunächst unter Claudio Orrego, der zu dem Zeitpunkt Bürgermeister in Peñalolén war. 2009 wurde er zum ersten Mal Kandidat bei einer Wahl. Er trat bei der Wahl zum Abgeordnetenhaus im 24. Distrikt an, erhielt jedoch nur 21,24 % der Stimmen und unterlag somit knapp María Angélica Cristi Marfil, die 33,24 % der Stimmen erhielt und Enrique Accorsi Opazo, der 23,19 % der Stimmen erhielt. Daneben arbeitete er in der Administration unter Präsidentin Bachelet, zunächst in der nationalen Tourismusbehörde Sernatur und später im Wirtschaftsministerium. In den folgenden Jahren engagierte er sich weiterhin für Orrego und war in dessen Team für die Präsidentschaftswahl in Chile 2013 aktiv. Gleichzeitig trat Sichel erneut 2013 bei der Wahl zum Abgeordnetenhaus an, diesmal im 23. Wahldistrikt, scheiterte jedoch erneut, diesmal auch deutlicher. 2015 trat Sichel aus der Partido Demócrata Cristiano de Chile aus, auch aufgrund von Meinungsverschiedenheiten mit Orrego. Sichel trat in die Partei Ciudadanos ein, verließ diese jedoch nach wenigen Jahren wieder.

### Unter Präsident Piñera
2017 begann er, Sebastián Piñera zu unterstützen. Nachdem dieser schließlich erneut zum chilenischen Präsidenten gewählt worden war, wurde Sichel von ihm zum Vizepräsidenten von CORFO, dem Verband zur Produktförderung ernannt. Dies blieb er etwas länger als ein Jahr, ehe er am 13. Juni 2019 zum Minister für soziale Entwicklung und Familien ernannt wurde. Dies blieb er allerdings erneut nur knapp ein Jahr, ehe er im Zuge einer Kabinettsumbildung aufgrund der COVID-19-Pandemie zum Chef der chilenischen Staatsbank Banco del Estado de Chile ernannt wurde. Bereits am 18. Dezember 2020 trat er von diesem Amt schon wieder zurück.

### Präsidentschaftswahl 2021
Anfang 2021 kündigte Sichel an, an der Vorwahl zur Präsidentschaftswahl in Chile 2021 der rechtskonservativen Koalition Chile Vamos als unabhängiger Kandidat teilzunehmen. Dort trat er gegen Mario Desbordes, Ignacio Briones sowie den in den Umfragen führenden Joaquín Lavín an. Überraschend setzte sich Sichel in der am 18. Juli 2021 ausgetragenen Vorwahl mit knapp 50 % der Stimmen durch. Dadurch trat er automatisch als Kandidat der Koalition Chile Vamos bei den eigentlichen Wahlen im November 2021 an, bei denen er im ersten Wahlgang 12,78 % der abgegebenen Stimmen erhielt.